# مارك رويز
مارك رويز (بالإنجليزية: Mark Ruiz) هو سباح أمريكي، ولد في 9 أبريل 1979 في ريو بيدراس ‏ في بورتوريكو.

## وصلات خارجية
- مارك رويز على موقع الاتحاد الدولي للسباحة (الإنجليزية)
- مارك رويز على موقع قاعدة بيانات الغوص IAT (الألمانية)
- مارك رويز على موقع اللجنة الأولمبية الدولية (الإنجليزية)
- مارك رويز على موقع أوليمبيديا (الإنجليزية)